# Spinococcus convolvuli
Spinococcus convolvuli är en insektsart som beskrevs av Ezzat 1960. Spinococcus convolvuli ingår i släktet Spinococcus och familjen ullsköldlöss.
Artens utbredningsområde är Egypten. Inga underarter finns listade i Catalogue of Life.